# Menara Multi Purpose
Le Menara Multi Purpose est un gratte-ciel de 198 mètres de hauteur construit en 1994 à Kuala Lumpur, en Malaisie.
Il abrite des bureaux sur 40 étages.
Les architectes sont l'agence Jurubena Bertiga International Sdn. et l'agence de l'américain John Portman.